# Spiranthes odorata
Spiranthes odorata är en orkidéart som först beskrevs av Thomas Nuttall, och fick sitt nu gällande namn av John Lindley. Spiranthes odorata ingår i släktet skruvaxsläktet, och familjen orkidéer. Inga underarter finns listade i Catalogue of Life.